# It Heitelân
It Heitelân ("Het Vaderland") is een Fries lied gecomponeerd door Jan Linses van der Burg in 1901. Het is door sommigen voorgesteld als het Fries volkslied. 

## Liedtekst[1]
Dêr't de dyk it lân omklammet, lyk in memme-earm har bern,

Dêr't de wylde see jamk flammet op in hap út Friso's hern';

Dêr't de Stiennen Man syn eagen stoarje lit oer fjild en strân,

Dêr't men eanget fan gjin weagen, dêr is 't leave Heitelân!

Dêr't men eanget fan gjin weagen, dêr is 't leave Heitelân!
Dêr't 't Reaklif sa swietkes lonket yn de jûntiidssinneskyn,

Dêr't it bokweitblomke pronket tusken heide en beamguod yn;

Dêr't de Aldehou syn brommen oeren fier soms dreunt yn 't rûn,

Dêr't it tilt fan fee en blommen, dêr is 't oeral Fryske grûn!

Dêr't it tilt fan fee en blommen, dêr is 't oeral Fryske grûn!
Dêr't har froed de geaen spriede, tusken Lauwers, Linde en Flie,

Rêstich drôgjend, oft de ierde rûnom noft en frede wie;

Dêr't de grûn de soargen leannet, fan der minsken warbre hân,

Dêr't men frij en feilich wennet, dêr is 't ynleaf Heitelân!

Dêr't men frij en feilich wennet, dêr is 't ynleaf Heitelân!
Lit ús tinke oan âlde tiden, iuwen fol fan lêst en noed,

Kriich tsjin frjemdfolk, fjochtsjen, striden, wrakseljen mei wetterfloed;

Dêr't Dy 't âlde folk bewarre, dreech tsjin stoarm en twingerij,

Dêr sill' wy, as Friezen, swarre: "Aldfaars erf, wy weitsje oer Dy!"

Dêr sill' wy, as Friezen, swarre: "Aldfaars erf, wy weitsje oer Dy!"